# Lars Løkke Rasmussen

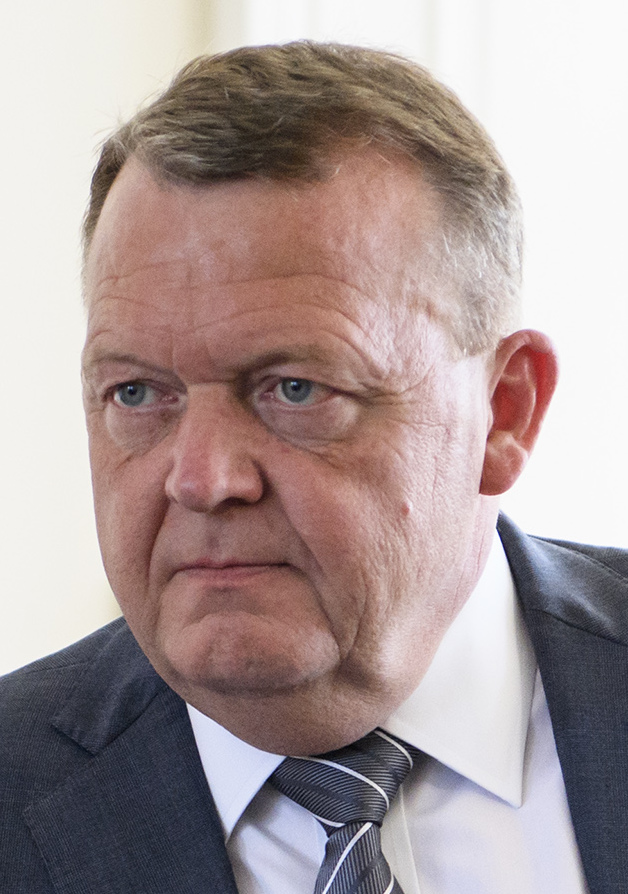
Lars Løkke Rasmussen (2018)

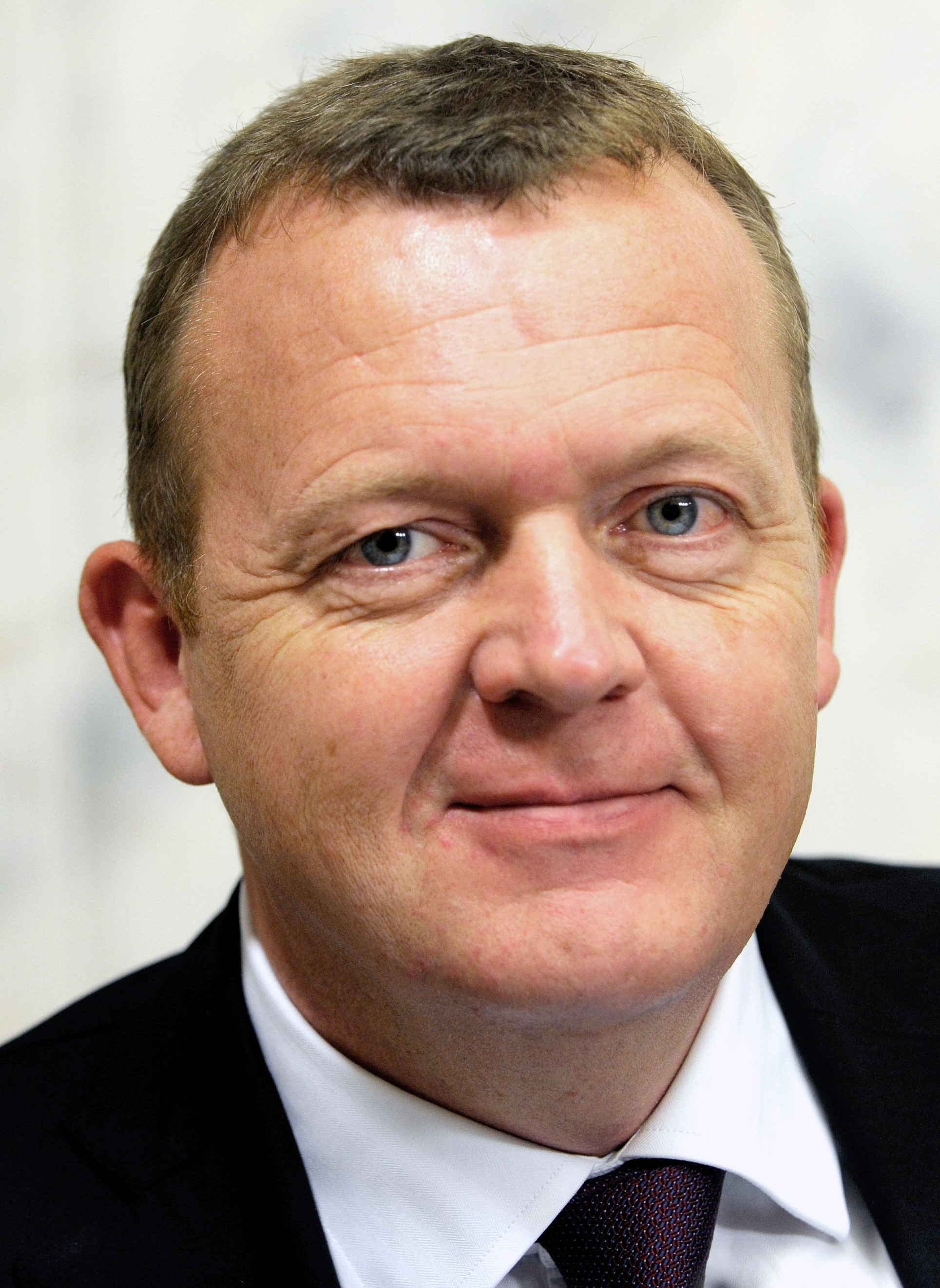
Lars Løkke Rasmussen (2009)

Lars Løkke Rasmussen (* 15. Mai 1964 in Vejle, Südjütland; Aussprache: [lɑːs ˈløg̊ə ˈʁasmusn̩]), kurz meist Lars Løkke, ist ein dänischer Politiker. Er war von 2009 bis 2011 und von 2015 bis 2019 Ministerpräsident von Dänemark. Er trat am Neujahrstag 2021 nach vierzig Jahren Mitgliedschaft aus der Partei Venstre aus und gründete im Juni 2021 die Partei Moderaterne (Die Moderaten), für die er als Spitzenkandidat zur Folketingswahl 2022 antrat und 16 Sitze erringen konnte. Seit dem 15. Dezember 2022 ist er zudem Außenminister Dänemarks.

## Leben und Beruf
Lars Løkke Rasmussen ist Sohn einer Hausfrau und eines Rechnungsprüfers. 1971 zog die Familie nach Græsted nördlich von Kopenhagen. 1983 erlangte Løkke die allgemeine Hochschulreife. 1992 schloss er sein Studium der Rechtswissenschaften an der Universität Kopenhagen ab. Von 1990 bis 1995 arbeitete Løkke als selbstständiger Berater. Er ist seit 1989 mit der Färingerin Sólrun Jákupsdóttir Petersen verheiratet; zusammen haben sie drei Kinder. 2012 zog die Familie von Græsted nach Kopenhagen. Die Familie war häufig auf den Färöer-Inseln; die Kinder des Paares sprechen die färöische Sprache. Sein ältester Sohn Bergur Løkke Rasmussen ist ebenfalls Politiker.

### Name
Lars Løkke Rasmussen ist nach Poul Nyrup Rasmussen und Anders Fogh Rasmussen der dritte dänische Ministerpräsident, der den Nachnamen „Rasmussen“ trägt, ohne mit einem seiner beiden Vorgänger verwandt zu sein. Aufgrund solcher Häufung ist es in Dänemark üblich, Personen mit ihrem Mittelnamen zu unterscheiden: Nyrup Rasmussen, Fogh Rasmussen und Løkke Rasmussen. Als Kurzbezeichnungen werden Vor- und Mittelname oder nur der Mittelname benutzt: Lars Løkke bzw. nur Løkke. Løkke ist in diesem Fall der Geburtsname der Mutter.

## Politische Laufbahn
Løkke war von 1986 bis 1989 Vorsitzender der Jugendorganisation seiner Partei, Venstres Ungdom. 1986 zog er in den Stadtrat der damaligen Kommune Græsted-Gilleleje ein, wo er 1994 zum Ersten Stellvertretenden Bürgermeister aufstieg und 1998 zum Amtsbürgermeister des damaligen Amtes Frederiksborg, dessen Teil Græsted-Gilleleje war. 1998 wurde er zudem stellvertretender Venstre-Parteichef unter Anders Fogh Rasmussen.
Fogh holte nach der Folketingswahl am 20. November 2001 Løkke als Innen- und Gesundheitsminister in seine erste Regierung. Løkke war maßgeblich an der Ausarbeitung der Strukturreform beteiligt, durch die 2007 die 271 dänischen Kommunen zu 98 zusammengefasst, die Ämter aufgelöst und stattdessen fünf vor allem für die Gesundheitsversorgung zuständige Regionen geschaffen wurden. Auch nach der Folketingswahl 2005 blieb Løkke Gesundheitsminister und forcierte u. a. den Ausbau des privaten Krankenhaussektors, u. a. indem er die Möglichkeiten der Krankenhauswahl für Patienten ausweitete.
Nach der Folketingswahl 2007 war er Finanzminister im dritten Kabinett Fogh Rasmussen.
Nachdem die NATO-Mitgliedsländer auf Anders Fogh Rasmussen als neuen NATO-Generalsekretär designiert hatten, stand Lars Løkke Rasmussen als Nachfolger in Regierung und Partei fest. Die Ernennung durch die Königin Margrethe II. fand am 5. April 2009 statt. Er setzte die Koalitionsregierung aus Venstre und Konservativer Volkspartei fort, die für Mehrheiten im Parlament weiterhin auf die rechtspopulistische Dänische Volkspartei angewiesen war.
Im August 2011 kündigte Løkke Neuwahlen an, die zwei Monate früher als geplant am 15. September 2011 stattfanden. Zwar konnte seine Partei Stimmengewinne verbuchen, das von Løkke angeführte Mitte-rechts-Bündnis verpasste aber eine parlamentarische Mehrheit. Løkke reichte daraufhin am 16. September 2011 seinen Rücktritt ein. Am 3. Oktober schied Løkke mit der Ernennung seiner Nachfolgerin Helle Thorning-Schmidt durch Königin Margrethe II. aus dem Amt.
Bei der Folketingswahl 2015 wurde Løkkes Partei Venstre nur noch drittstärkste Partei hinter den Sozialdemokraten und der Dänischen Volkspartei. Dennoch konnte der sogenannte „Blaue Block“ aus Venstre, Dänischer Volkspartei, Liberaler Allianz und Konservativen eine Mehrheit der Stimmen auf sich vereinigen; Venstre unter Løkkes Führung wurde wiederum Regierungspartei. Er wurde zum zweiten Mal Ministerpräsident (siehe Regierung Lars Løkke Rasmussen II). Kurz danach verschärfte sich die Flüchtlingskrise in Europa.
Am 21. September 2019 folgte ihm Jakob Ellemann-Jensen als Venstre-Vorsitzender nach. Am Neujahrstag 2021 trat Løkke aus der Partei aus und gründete zunächst ein „Politisches Forum“ zum Gedankenaustausch. Daraus entstand schließlich die neue Partei Moderaterne (Die Moderaten), mit Løkke als ihrem Gründungsvorsitzendem. Nachdem die Partei die notwendigen Unterschriften zur Zulassung zur Folketingswahl 2022 erhalten hatte, kündigte er an, die Moderaten als Partei der Mitte zu positionieren und darauf zu verzichten, sich vor der Wahl dem „Roten“ oder „Blauen Block“ anzuschließen.

### Kontroversen
Als Vorsitzender der Venstre-Jugend organisierte Løkke 1988 eine Spendensammlung, bei der 600.000 Dänische Kronen für den Aufbau von Bildungseinrichtungen in der von den sowjetischen Streitkräften kontrollierten afghanischen Provinz Kunar gesammelt wurden. Der 25-Jährige führte die Delegation an, die das Geld nach Afghanistan brachte. Ein in der Zeitschrift Se & Hør veröffentlichtes Foto zeigt Løkke in afghanischer Kleidung und mit einem Kalaschnikow-Sturmgewehr in den Händen neben einigen Mudschaheddin-Kämpfern. Auch an diese Vorgänger der Taliban sollen Teile des Geldes geflossen sein. Nach den Vorfällen des 11. September 2001 wurde das Foto in dänischen Medien wiederveröffentlicht. Die politische Linke Dänemarks kritisierte daraufhin die Solidaritätsbekundungen Venstres für die USA und deren Krieg gegen den Terror angesichts der jahrelangen Unterstützung der Partei für islamistische Gruppen im Kampf gegen die Sowjetunion.
2009 kam der dänische Rechnungshof zu dem Schluss, dass Løkke in seiner Zeit als Gesundheitsminister den Privatkrankenhäusern zu viel Geld zukommen ließ, indem er die vom Staat zu zahlenden Behandlungspreise für von Privatanbietern vom überlasteten öffentlichen System übernommene Patienten zu hoch ansetzte. Der Skandal lag nach Ansicht der Opposition auch darin, dass Løkke zunächst drastische Einsparungen im öffentlichen Gesundheitswesen angeordnet und zugleich die private Konkurrenz u. a. durch die Zufuhr von Patienten gefördert hatte.
Ebenfalls 2009 wurde Løkkes Verhandlungsführung während der Schlusssitzung der UN-Klimakonferenz in Kopenhagen im Dezember 2009 von Beteiligten als chaotisch kritisiert.
International umstritten war Løkkes Vorstoß im Mai 2011, Kontrollen an den Landesgrenzen zu Deutschland und Schweden wieder einzuführen. Die Kontrollen sollten der Abwehr von Kriminellen und illegalen Einwanderern dienen, wurden aber als Verstoß gegen das Schengener Abkommen und als Zugeständnis an die Dänische Volkspartei kritisiert.
Über politische Kontroversen hinaus war Løkke in mehrere Ungereimtheiten verwickelt. So ließ er sich in seiner Zeit als Amtsbürgermeister Ausgaben von insgesamt fast 150.000 Kronen aus öffentlichen Mitteln erstatten, ohne dass diese einen Bezug zu seinem Amt hatten, darunter u. a. Zigaretten und Fahrtkosten. Løkke zahlte das Geld später teilweise zurück bzw. spendete entsprechende Beträge für wohltätige Zwecke. 2012 wurde bekannt, dass Løkke sich in seiner ersten Amtszeit als Regierungschef eine Raucherkabine in sein Büro hat einbauen lassen. Die Rechnung über 154.000 Kronen wurde aus öffentlichen Mitteln bezahlt. Nach Bekanntwerden des Umstandes kündigte Løkke an, den Betrag zurückzubezahlen. 2015 wurde darüber berichtet, dass auf Løkkes Reisen mit der für den Regierungschef vorgesehenen Challenger der dänischen Luftstreitkräfte „auffällig viel Alkohol“ konsumiert worden sei.